# 李太浩
李 太浩（ハングル：이태호、ラテン翻字：LEE Tea-ho、1991年3月16日 - ）は、大韓民国出身の元サッカー選手。ポジションはディフェンダー。旧名は李周泳（イ・ジュヨン、ハングル: 이주영、ラテン翻字: LEE Joo-yeong）であり2018年に現姓名へと改名した。

## 来歴
小学校4年でサッカーを始める。永登浦工業高等学校を卒業後、成均館大学校へ進学。1年時からセンターバックのレギュラーとして活躍。2011年には、FIFA U-20ワールドカップに出場するU-20韓国代表のメンバーに選出された。しかし本大会では、張賢秀や黄渡然らの控えで出場機会はなかった。
Kリーグの数チームからオファーがあったが、2013年より日本のモンテディオ山形に入団。2014年10月、U-23韓国代表として2014年アジア競技大会で金メダルを獲得した。同年シーズン終了後、契約満了で山形を退団。
2015年8月、栃木SCに加入することが発表された。
2016年1月10日、ジェフユナイテッド市原・千葉に加入することが発表された。
2017年8月8日、カマタマーレ讃岐へ千葉からの期限付き移籍で加入することが発表された。
2017年12月20日、Kリーグ1・江原FCへ完全移籍することが発表された。

## 所属クラブ
- 永登浦工業高等学校
- 成均館大学校
- 2013年 - 2014年  モンテディオ山形
- 2015年 - 同年8月  天安市庁FC
- 2015年8月 - 同年12月  栃木SC
- 2016年 - 2017年  ジェフユナイテッド市原・千葉
  - 2017年8月 - 同年12月  カマタマーレ讃岐（期限付き移籍）
- 2018年 - 2019年  江原FC
  - 2019年  ソウルイーランドFC（期限付き移籍）
- 2020年 -  富川FC 1995

## 個人成績
| 国内大会個人成績 | 国内大会個人成績 | 国内大会個人成績 | 国内大会個人成績 | 国内大会個人成績 | 国内大会個人成績 | 国内大会個人成績 | 国内大会個人成績 | 国内大会個人成績 | 国内大会個人成績 | 国内大会個人成績 | 国内大会個人成績 |
| 年度             | クラブ           | 背番号           | リーグ           | リーグ戦         | リーグ戦         | リーグ杯         | リーグ杯         | オープン杯       | オープン杯       | 期間通算         | 期間通算         |
| 年度             | クラブ           | 背番号           | リーグ           | 出場             | 得点             | 出場             | 得点             | 出場             | 得点             | 出場             | 得点             |
| 日本             | 日本             | 日本             | 日本             | リーグ戦         | リーグ戦         | リーグ杯         | リーグ杯         | 天皇杯           | 天皇杯           | 期間通算         | 期間通算         |
| ---------------- | ---------------- | ---------------- | ---------------- | ---------------- | ---------------- | ---------------- | ---------------- | ---------------- | ---------------- | ---------------- | ---------------- |
| 2013             | 山形             | 23               | J2               | 28               | 0                | -                | -                | 3                | 0                | 31               | 0                |
| 2014             | 山形             | 23               | J2               | 26               | 0                | -                | -                | 3                | 0                | 29               | 0                |
| 韓国             | 韓国             | 韓国             | 韓国             | リーグ戦         | リーグ戦         | リーグ杯         | リーグ杯         | FA杯             | FA杯             | 期間通算         | 期間通算         |
| 2015             | 天安市庁         |                  | Nリーグ          |                  |                  |                  |                  |                  |                  |                  |                  |
| 日本             | 日本             | 日本             | 日本             | リーグ戦         | リーグ戦         | リーグ杯         | リーグ杯         | 天皇杯           | 天皇杯           | 期間通算         | 期間通算         |
| 2015             | 栃木             | 23               | J2               | 13               | 0                | -                | -                | 1                | 0                | 14               | 0                |
| 2016             | 千葉             | 24               | J2               | 28               | 0                | -                | -                | 1                | 0                | 29               | 0                |
| 2017             | 千葉             | 24               | J2               | 2                | 0                | -                | -                | 0                | 0                | 2                | 0                |
| 2017             | 讃岐             | 32               | J2               | 6                | 0                | -                | -                | -                | -                | 6                | 0                |
| 通算             | 日本             | 日本             | J2               | 103              | 0                | -                | -                | 8                | 0                | 111              | 0                |
| 通算             | 韓国             | 韓国             | K3               |                  |                  |                  |                  |                  |                  |                  |                  |
| 総通算           | 総通算           | 総通算           | 総通算           |                  |                  | -                | -                |                  |                  |                  |                  |

その他の公式戦
- 2014年 
  - J1昇格プレーオフ 1試合0得点

- Jリーグ初出場 - 2013年3月3日 J2第1節 vs愛媛FC（ニンジニアスタジアム）

## 代表歴
- U-19韓国代表
  - 2010 AFF U-19ユース選手権
  - AFC U-19選手権2010
- U-20韓国代表
  - 2011 FIFA U-20ワールドカップ
- 2014年 U-23韓国代表
  - 2014年アジア競技大会

## タイトル
U-23韓国代表
- アジア競技大会 (2014)